# Naypyidaw
Naypyidaw (tiếng Miến Điện: နေပြည်တော်; MLCTS: Nepranytau, chính tả chính thức là Nay Pyi Taw; phát âm [nèpjìdɔ̀]), đọc gần như ne-pia-đo/nay-pia-đo/ne-pi-đo/nay-pi-đo) là thủ đô của Myanmar. Theo Hiến pháp năm 2008, thành phố về mặt hành chính được coi là Vùng Lãnh thổ Liên bang Naypyidaw. Vào ngày 6 tháng 11 năm 2005, thủ đô hành chính của Myanmar đã chính thức được chuyển tới một vùng đồng quê cách 3,2 km về phía tây của Pyinmana, và có khoảng cách xấp xỉ 320 km về phía bắc của cố đô Yangon. Tên gọi chính thức của thủ đô được tuyên bố vào ngày 27 tháng 3 năm 2006, tức ngày các lực lượng vũ trang Myanmar. Đô thị này hoàn tất việc xây dựng vào năm 2012. Năm 2009, thành phố có 925.000 dân, và là thành phố lớn thứ ba của Myanmar, sau Yangon và Mandalay. Năm 2011, Naypyidaw là một trong mười thành phố phát triển nhanh nhất trên thế giới.

## Từ nguyên
Nay Pyi Daw thường được dịch thành "thủ đô vương thất", "chỗ của vua" hay "nơi ở của các vua". Theo truyền thống, nó đã được sử dụng làm hậu tố trong tên gọi các kinh đô, như Mandalay, được gọi là ရတနာပုံနေပြည်တော် (Yadanabon Naypyidaw). Nghĩa của tên gọi này là "thành phố vương thất của mặt trời" trong tiếng Miến.

## Lịch sử
Naypyidaw chỉ có một lịch sử ngắn ngủi, được thành lập ở một nơi đầy cây bụi cách khoảng 3 km về phía tây của Pyinmana, và cách xấp xỉ 320 km về phía bắc của Yangon, và bắt đầu được xây dựng từ năm 2002. Chính quyền quân sự đã thuê ít nhất 25 công ty để xây dựng thành phố. Chính quyền quân sự bắt đầu chuyển các bộ trong chính quyền từ Yangon đến Naypyidaw vào ngày 6 tháng 11 năm 2005 vào giờ hoàng đạo theo tính toán của các nhà chiêm tinh là 6:37 sáng. Năm ngày sau đó, 11 giờ trưa ngày 11 tháng 11, một đoàn xe thứ hai gồm 1.100 xe tải quân sự chở 11 tiểu đoàn và đồ của 11 bộ đã dời khỏi Yangon. Người ta mong đợi là các bộ được di dời sẽ bắt đầu hoạt động tại trụ sở mới vào cuối tháng 2 năm 2006; tuy nhiên, việc di chuyển vội vàng đã dẫn đến vấn đề thiếu trường học và các tiện nghi khác nên các viên chức chính phủ đã phải xa gia đình trong một thời gian. Chính phủ ban đầu đã cấm gia đình của các nhân viên chính phủ di chuyển đến thủ đô mới. Cơ quan quân sự đầu não nằm trong một khu vực riêng biệt với các bộ, và dân thường bị cấm vào cả hai khu vực. Những người bán dạo bị giới hạn trong một khu thương mại gần các văn phòng của chính phủ.
Ngày 27 tháng 3 năm 2006, trên 12.000 binh lính đã tuần hành tại thủ đô mới trong sự kiện công cộng đầu tiên: một cuộc diễu hành quân sự lớn để đánh dấu ngày các lực lượng vũ trang Myanmar, ngày kỉ niệm cuộc nổi dậy Myanmar năm 1945 chống lại quân Nhật chiếm đóng. Cuộc diễu hành có cả ba tác phẩm điêu khắc mô tả các vị vua Myanmar gồm Anawrahta, Bayinnaung và Alaungpaya, được coi là ba vị vua quan trọng nhất trong lịch sử Myanmar. Thành phố chính thức được đặt tên là Naypyidaw trong những lễ kỉ niệm này.

## Lý do dời đô
Naypyidaw có vị trí trung tâm và chiến lược hơn so với thủ đô cũ là Yangon. Đây cũng là một trung tâm giao thông nằm tiếp giáp với các bang Shan, Kayah và Kayin. Cũng có nhận định rằng một sự hiện diện mạnh mẽ hơn của quân đội và chính phủ ở gần đó có thể giúp ổn định các khu vực đã hỗn loạn trong nhiều năm. Những lời giải thích chính thức cho việc dời đô là vì Yangon đã trở nên quá chật hẹp và đông đúc nên sẽ hạn chế việc mở rộng trong tương lai của các văn phòng chính phủ.
Một số nhà ngoại giao Phương Tây suy đoán rằng chính phủ Myanmar có lẽ lo ngại về khả năng bị nước ngoài tấn công, còn Yangon thì nằm sát bờ biển và do đó sẽ dễ dàng bị xâm phạm bởi một cuộc xâm lược đổ bộ. Nhiều người dân Myanmar cho rằng cảnh báo về việc nước ngoài tấn công đã được một nhà chiêm tinh báo cho giới chức quân sự cầm quyền. Nhà báo Ấn Độ Siddharth Varadarajan, người đến thăm Naypyidaw vào tháng 1 năm 2007, đã mô tả sự rộng lớn của thủ đô mới này là để bảo vệ chống lại "thay đổi chế độ" và "một kiệt tác của quy hoạch đô thị được thiết kế để đánh bại bất kỳ "cách mạng sắc màu" giả định nào– không phải bằng xe tăng và pháo bắn nước, mà bằng hình học và bản đồ".
Lý do tế nhị có yếu tố tâm linh là bảo tồn chính quyền vì sau đó năm 2008 đầu tháng 5 thủ đô cũ bị thiên tai cơn bão cướp đi 70.000 ngàn dân ở thủ đô cũ.

## Địa lý
Naypyidaw nằm giữa các dãy núi Bago Yoma và Shan Yoma. Thành phố có diện tích 7.054,37 km2 (2.723,71 dặm vuông Anh) và có dân số là 924.608 người theo thống kê chính thức.
Đập Chaungmagyi nằm cách vài km về phía bắc của Naypyidaw, còn đập Ngalaik thì nằm cách vài km về phía nam. Đập Yezin nằm xa hơn về phía đông bắc.
| Dữ liệu khí hậu của Naypyidaw           | Dữ liệu khí hậu của Naypyidaw | Dữ liệu khí hậu của Naypyidaw | Dữ liệu khí hậu của Naypyidaw | Dữ liệu khí hậu của Naypyidaw | Dữ liệu khí hậu của Naypyidaw | Dữ liệu khí hậu của Naypyidaw | Dữ liệu khí hậu của Naypyidaw | Dữ liệu khí hậu của Naypyidaw | Dữ liệu khí hậu của Naypyidaw | Dữ liệu khí hậu của Naypyidaw | Dữ liệu khí hậu của Naypyidaw | Dữ liệu khí hậu của Naypyidaw | Dữ liệu khí hậu của Naypyidaw |
| Tháng                                   | 1                             | 2                             | 3                             | 4                             | 5                             | 6                             | 7                             | 8                             | 9                             | 10                            | 11                            | 12                            | Năm                           |
| --------------------------------------- | ----------------------------- | ----------------------------- | ----------------------------- | ----------------------------- | ----------------------------- | ----------------------------- | ----------------------------- | ----------------------------- | ----------------------------- | ----------------------------- | ----------------------------- | ----------------------------- | ----------------------------- |
| Trung bình ngày tối đa °C (°F)          | 32 (90)                       | 35 (95)                       | 38 (100)                      | 39 (102)                      | 37 (99)                       | 34 (93)                       | 33 (91)                       | 33 (91)                       | 34 (93)                       | 35 (95)                       | 34 (93)                       | 32 (90)                       | 34.5 (94.1)                   |
| Trung bình ngày °C (°F)                 | 23 (73)                       | 25 (77)                       | 29 (84)                       | 32 (90)                       | 31 (88)                       | 29 (84)                       | 29 (84)                       | 28 (82)                       | 29 (84)                       | 29 (84)                       | 27 (81)                       | 24 (75)                       | 27.9 (82.2)                   |
| Tối thiểu trung bình ngày °C (°F)       | 16 (61)                       | 17 (63)                       | 21 (70)                       | 25 (77)                       | 26 (79)                       | 26 (79)                       | 25 (77)                       | 25 (77)                       | 25 (77)                       | 24 (75)                       | 22 (72)                       | 18 (64)                       | 22.5 (72.5)                   |
| Lượng Giáng thủy trung bình mm (inches) | 5 (0.2)                       | 2 (0.1)                       | 9 (0.4)                       | 33 (1.3)                      | 154 (6.1)                     | 160 (6.3)                     | 198 (7.8)                     | 229 (9.0)                     | 186 (7.3)                     | 131 (5.2)                     | 37 (1.5)                      | 7 (0.3)                       | 1.151 (45.5)                  |
| Số ngày giáng thủy trung bình           | 1                             | 0                             | 1                             | 3                             | 14                            | 21                            | 23                            | 24                            | 19                            | 12                            | 4                             | 1                             | 123                           |
| Nguồn: Weather2Travel.com               |                               |                               |                               |                               |                               |                               |                               |                               |                               |                               |                               |                               |                               |

## Cảnh quan thành thị

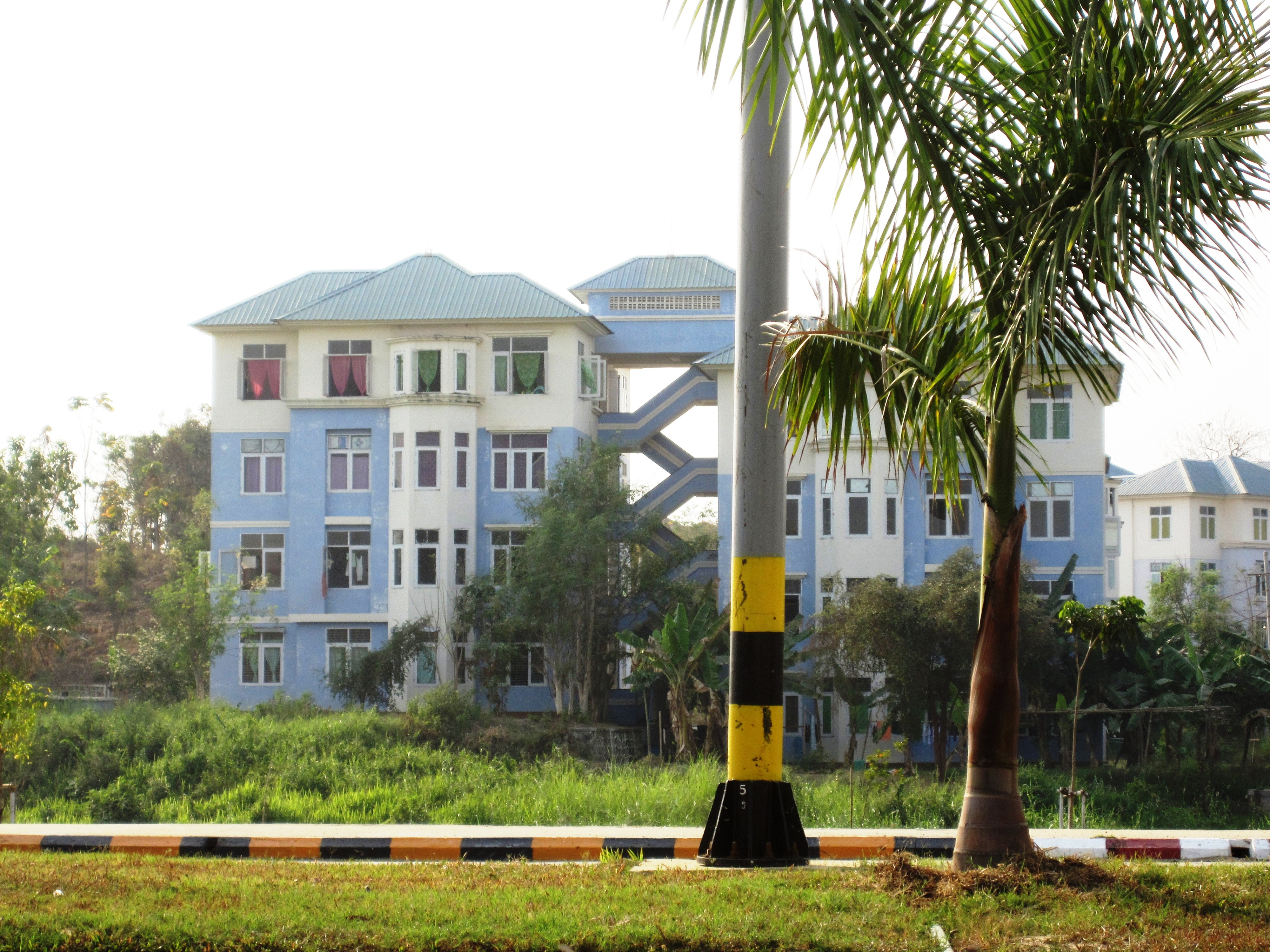
Một căn hộ tại Naypyidaw

Naypyidaw được tổ chức thành một số phân khu. Đến năm 2011, thành phố vẫn còn thiếu nhiều cơ sở hạ tầng của một thủ đô.
Các khu dân cư được tổ chức một cách cẩn thận, và các căn hộ đều được phân bổ theo các bậc và tình trạng hôn nhân. Năm 2007, thành phố có khoảng 1.200 nhà chung cư bốn tầng. Mái nhà của các tòa chung cư có mã màu dựa theo nghề nghiệp của các cư dân; nhân viên của Bộ Y tế sống trong các ngôi nhà có mái màu lam và nhân viên Bộ Nông nghiệp sống trong các ngôi nhà có mái màu lục. Các quan chức cấp cao sinh sống trong các biệt thự. Tuy nhiên, nhiều cư dân của thành phố phải sống trong các khu ổ chuột.
Các quan chức quân sự cấp cao và những viên chức chủ chốt sống cách 11 km (6,8 mi) so với các viên chức bình thường trong một khu phức hợp được cho là gồm có cả các đường hầm và boongke; công chúng bị hạn chế tiếp cận đối với khu vực này. Thành phố cũng có một căn cứ quân sự, các công dân hay cá nhân khác không thể tiếp cận nơi này nếu không có sự cho phép bằng văn bản. Bên trong khu vực quân sự, những con đường có tám làn xe cho phép các máy bay cỡ nhỏ hạ cánh.
Khu vực bộ của thành phố có trụ sở của các bộ trong chính phủ Myanmar. Tất cả tòa nhà các bộ đều giống hệt nhau về vẻ bề ngoài. Một tổ hợp nghị viện gồm 31 tòa nhà và một phủ tổng thống có 100 phòng cũng nằm tại đây. Khu vực cũng có tòa thị chính, trong đó có nhiều đặc điểm kiến trúc Stalin, song với một mái nhà kiểu Miến.
Khu vực khách sạn có nhóm các khách sạn theo phong cách biệt thự trên vùng đồi ngoại ô của thành phố. Chợ Myoma Naypyitaw hiện là trung tâm thương mại của Naypyidaw. Các khu vực thương mại khác là Chợ Thapye Chaung và Junction Centre Naypyidaw. Junction Centre Naypyidaw do công Ty Phát triển Shwe Taung xây dựng và hoàn thành vào tháng 8 năm 2009, Junction Centre là trung tâm mua sắm tư nhân hoạt động đầu tiên của thành phố. Naypyidaw cũng có một số chợ địa phương và khu vực nhà hàng.
Công viên hồ Ngalaik là một công viên nước nhỏ nằm dọc theo đập Ngalaik, gần làng Kyweshin trên hồ Ngalaik (xấp xỉ 7 dặm từ trung tâm Naypyidaw). Opened in 2008, cơ sở vật chất của Công viên hồ Ngalaik bao gồm các trượt nước, khu nghỉ dưỡng thiên nhiên, phòng cho thuê và một bãi biển nhân tạo. Công viên mở cửa miễn phí cho công chúng vào lễ Thingyan.
Cũng mở cửa vào năm 2008, Công viên Thảo mộc Quốc gia rộng 200 mẫu Anh (0,81 km2) trưng bày các loài thực vật có tác dụng làm thuốc đến từ tất cả các khu vực chính tại Myanmar. Có hàng nghìn cây trong công viên, đại diện cho hàng trăm loài khác nhau.
Phía sau tòa thị chính, có một công viên với một sân chơi và tổ hợp đài phun nước, tại đây sẽ tổ chức trình diễn nhạc nước vào mỗi đêm.
Vườn bách thú Naypyidaw mở cửa vào năm 2008 với khoảng 420 loài động vật và một ngôi nhà chim cách cụt được kiểm soát nhiệt độ. Đây cũng là vườn thú lớn nhất Myanma. Vườn thú hoang dã Naypyidaw chính thức mở cửa vào ngày 12 tháng 2 năm 2011.
Naypyidaw cũng có hai sân golf (Nay Pyi Taw City Golf Course và Yaypyar Golf Course) và một bảo tàng đá quý.
Tương tự như kích thước và hình dạng của chùa Shwedagon tại Yangon, chùa Uppatasanti được hoàn thành vào năm 2009.
Chính phủ đã dành 2 hécta (4,9 mẫu Anh) đất cho mỗi đại sứ quán ngoại quốc và trụ sở của các cơ quan Liên Hợp Quốc.